# ليرد هنت
ليرد هنت (بالإنجليزية: Laird Hunt)‏ (3 أبريل 1968 في سنغافورة)؛ كاتب، مترجم وروائي أمريكي. درس في جامعة إنديانا.